# 알리한 부케이하노프

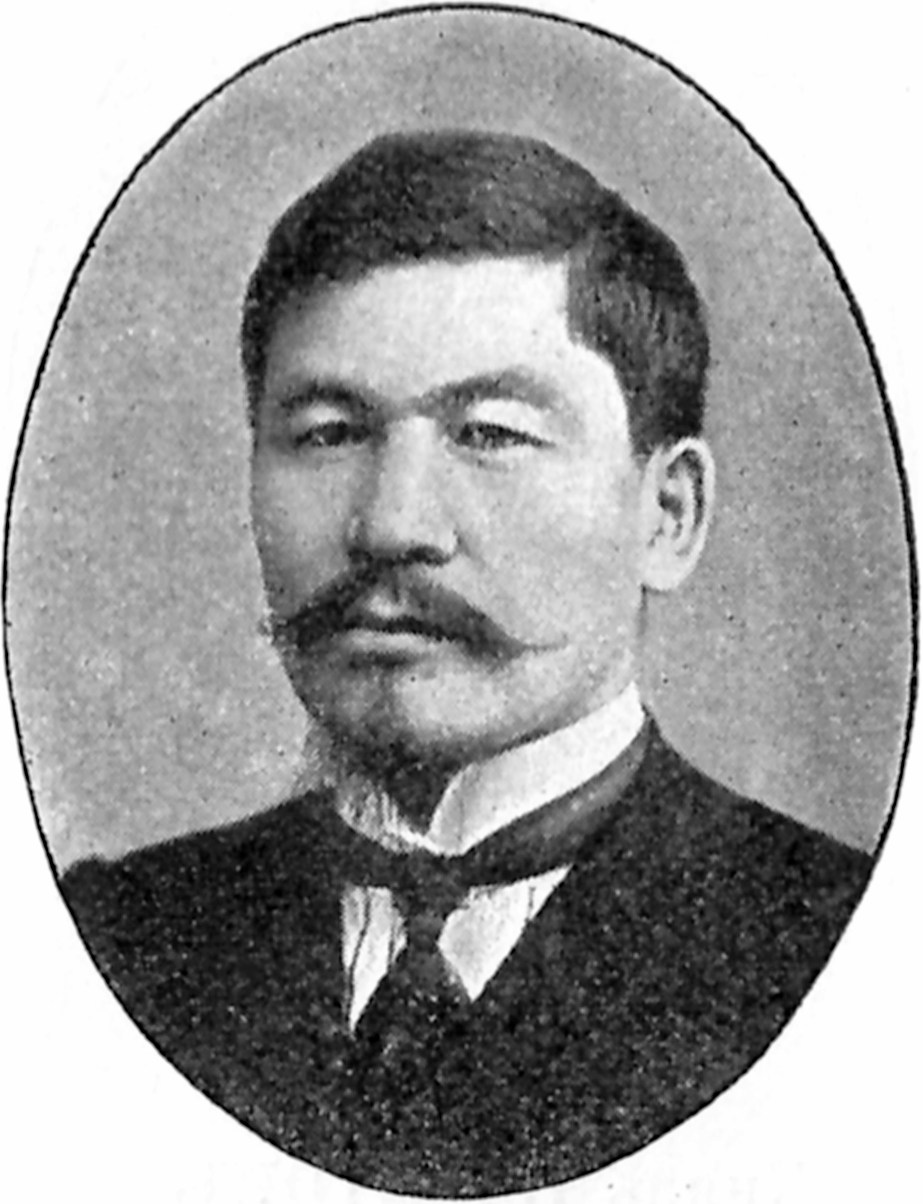
알리한 부케이하노프의 모습.

알리한 누르무하메도비치 부케이하노프(카자흐어: Әлихан Нұрмұхамедұлы Бөкейхан, 러시아어: Алиха́н Нурмухаме́дович Букейха́нов, 1866년 3월 5일 ~ 1937년 9월 27일)는 카자흐스탄의 정치가, 정치인, 홍보가, 교사, 작가, 환경 과학자로 1917년부터 1920년까지 알라시 자치국의 총리를 역임했다. 그는 알라시 오르다 민족 해방 운동의 창시자이자 지도자이다.